# Mushanana

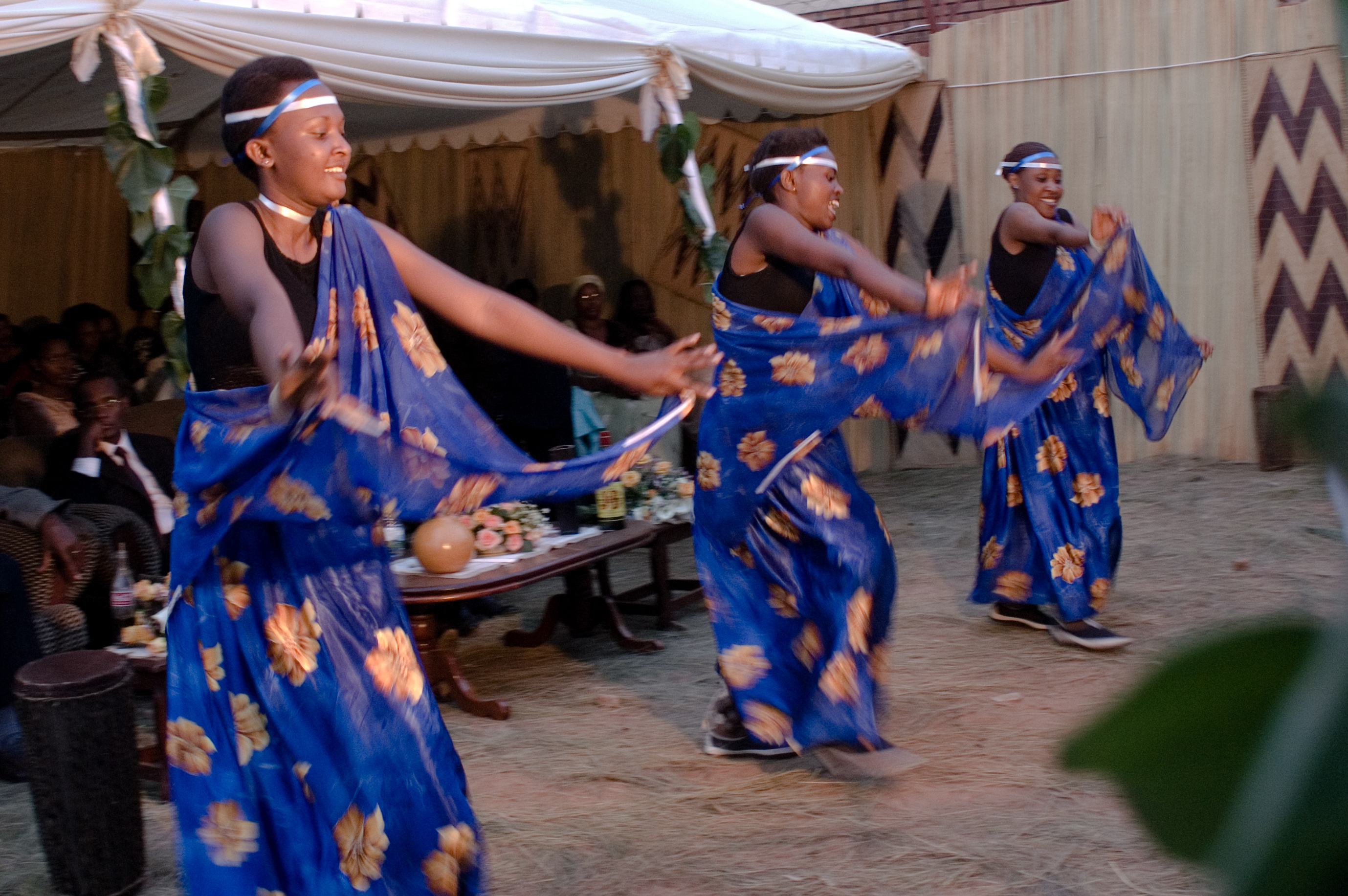
Bailarinas ruandesas usando mushananas

El mushanana es la vestimenta ceremonial tradicional de las mujeres en Ruanda. Consiste en una falda doblada atada a la altura de las caderas y una banda de tela que cae sobre uno de los hombros por lo general se usa sobre un bustier o corpiño. El tejido utilizado para el mushanana puede ser de cualquier color y es a menudo de tipo gasa transparente y ligero, esto es para crear un efecto fluido. En la actualidad los mushananas ya no se utilizan con frecuencia para el uso diario, sino que son usados para ocasiones formales como: asistir a servicios religiosos, una boda o un funeral. Son trajes estándar para bailarinas de grupos de danza "Intore".